# Falcon 9
Falcon 9 ist die Bezeichnung einer zweistufigen US-amerikanischen Trägerrakete, die von dem Raumfahrtunternehmen SpaceX für orbitale Nutzlasten von bis zu 23 Tonnen entwickelt wurde und eingesetzt wird. Sie basierte ursprünglich auf der kleineren Falcon 1, verwendet aber ein anderes Triebwerk in der Zweitstufe und neun Triebwerke statt einem in der Erststufe. Von der Falcon 9 wurde die Falcon Heavy abgeleitet, eine mit zwei zusätzlichen Boostern versehene Schwerlastrakete für Nutzlasten von bis zu 64 Tonnen.
Im Rahmen des Commercial-Resupply-Services-Programms der NASA wird die Falcon 9 in Verbindung mit dem Dragon-Raumschiff zur Versorgung der Internationalen Raumstation (ISS) verwendet. Im Mai 2020 wurden so erstmals Astronauten zur ISS gebracht; ihre Mission SpaceX Demo-2 war der erste bemannte Raumflug der USA seit dem Space-Shuttle-Programm.
Hauptsächlich wird die Falcon 9 aber für den Start von Satelliten eingesetzt. Die Rakete ist teilweise wiederverwendbar. Die Erststufe (Boosterstufe) kann nach der Abkopplung der Zweitstufe auf einer schwimmenden Plattform im Ozean oder nach einem Rückflug in der Nähe des Startplatzes landen. Die erste erfolgreiche Landung gelang am 21. Dezember 2015 (Ortszeit, 22. Dezember UTC) am Cape Canaveral. Die erneute Nutzung einer bereits geflogenen ersten Stufe erfolgte erstmals nach dem Start des Satelliten SES-10 am 30. März 2017.

## Geschichte

V. l. n. r.: Falcon 1, Falcon 9 v1.0, drei Versionen der Falcon 9 v1.1, drei Versionen der Falcon 9 v1.2, drei Versionen der Falcon 9 Block 5 und zwei Versionen der Falcon Heavy

Im September 2005 gab SpaceX bekannt, zusätzlich zur Falcon 1 und der geplanten, vollständig wiederverwendbaren Falcon 5 eine noch stärkere, ebenfalls vollständig wiederverwendbare Trägerrakete mit der Bezeichnung Falcon 9 entwickeln zu wollen.

### V1.0

Anordnung der Triebwerke der Falcon 9 v1.0 (links) und der Falcon 9 v1.1 (rechts)

Die erste Stufe der Falcon 9 Version 1.0 (9 v1.0) verwendete neun Merlin-1C-Triebwerke in quadratischer Anordnung, die zweite Stufe ein einzelnes mit einer verlängerten Ausströmdüse ausgestattetes Merlin-1C. Die Rakete mit ihren neun Triebwerken ist auch beim Ausfall eines Triebwerkes in jeder Flugphase der Unterstufe beherrschbar. Am 4. Juni 2010 erfolgte nach vielen Verzögerungen von Cape Canaveral (SLC-40) aus der erfolgreiche Jungfernflug der Falcon 9. Sie erreichte den Erdorbit und führte die Trennung von der ersten Stufe durch. Die Nutzlastkapazität der ersten Version der Falcon 9 v1.0 lag bei etwa 10.000 kg für einen niedrigen Orbit (LEO).

### V1.1
Version 1.0 wurde schon nach fünf Starts durch die leistungsstärkere Version v1.1 ersetzt. Bei dieser Ausbaustufe wurden die leistungsstärkeren Merlin-1D-Triebwerke verwendet. Durch den höheren Schub konnte nun auch mehr Treibstoff mitgenommen werden. Um diesen aufnehmen zu können, wurden die Tanks der ersten und zweiten Stufe verlängert. Die Triebwerke der Erststufe wurden nun in einem Ring aus acht Triebwerken um ein zentrales Triebwerk gruppiert, von SpaceX wird diese Anordnung als Octaweb bezeichnet. Diese Version konnte etwa 13.000 kg in einen LEO und 5.000 kg in einen GTO befördern, wobei unklar war, ob diese Werte die Nutzlasteinbuße bei einer Wiederverwendung der Erststufe mit einbezogen. Mit dieser Version wurden erstmals Versuche unternommen, die Erststufe nach der Abtrennung von der Oberstufe kontrolliert zu landen; diese Versuche scheiterten jedoch.

### V1.2 / Full Thrust

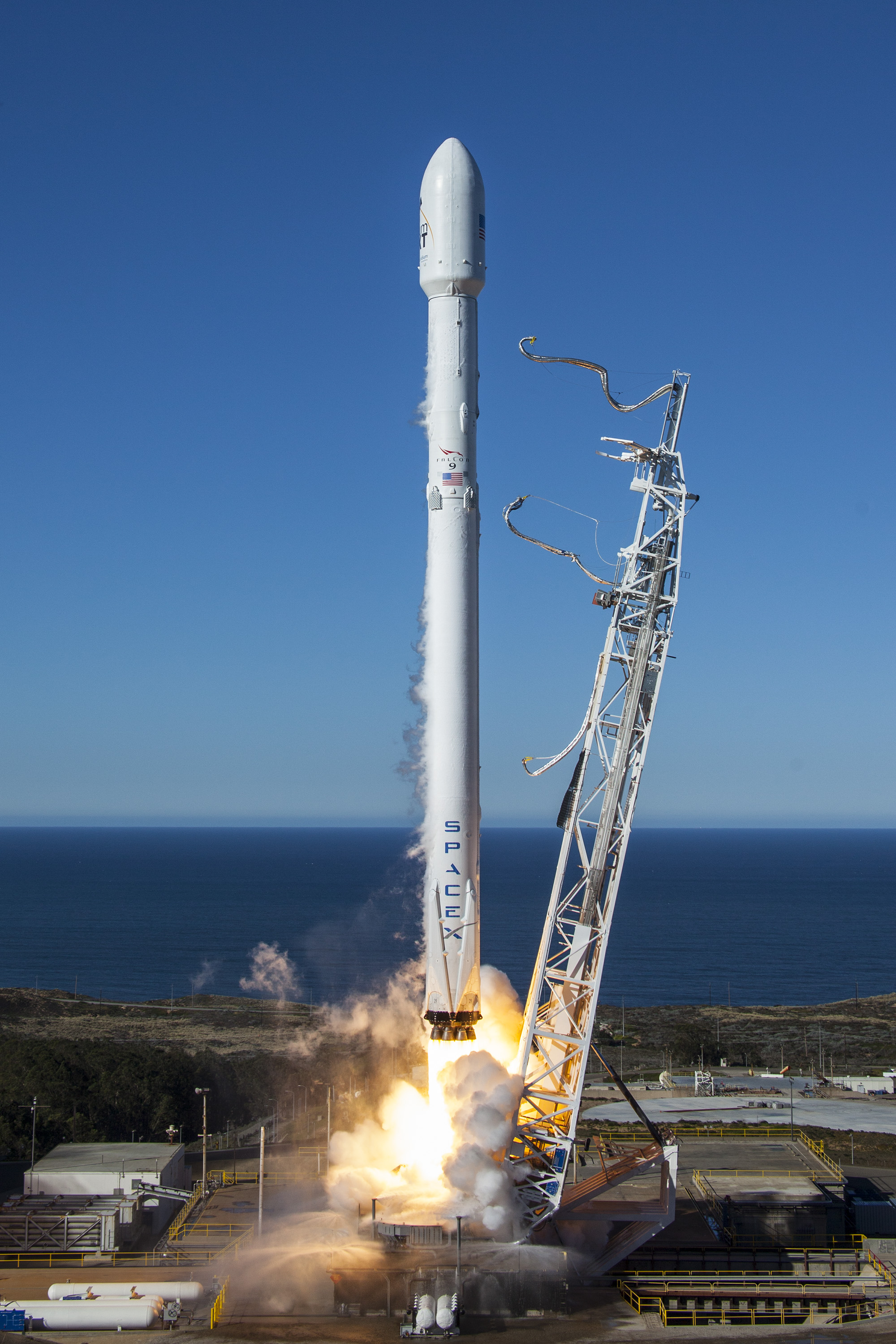
Start einer Falcon 9 v1.2 mit den ersten zehn Iridium-NEXT-Satelliten (2017)

Im Laufe des Jahres 2015 wurden schließlich weitere Verbesserungen an der Falcon 9 angekündigt. Die Merlin-1D-Triebwerke wurden im Schub gesteigert, was wiederum die Treibstoffkapazität erhöht. Dies wird einerseits durch Unterkühlung und somit höherer Dichte des Kerosins und flüssigen Sauerstoffs für beide Stufen und andererseits durch vergrößerte Tanks in der Oberstufe erreicht. Diese Version wurde inoffiziell zunächst v1.1 Full Thrust bezeichnet. In SpaceX-Veröffentlichungen hieß auch diese Version zunächst einfach Falcon 9; auch unterschieden sich die Nutzlastangaben nicht von der v1.1. In offiziellen Dokumenten der FAA erhielt sie die Bezeichnung v1.2. Der erste Start am 21. Dezember 2015 nach dem Fehlstart im Juni 2015 war zugleich der erste Start dieser letzten Ausbaustufe, zum ersten Mal gelang der erfolgreiche Rückflug und die Landung der Erststufe. 2016 gelangen bis August acht Starts und die meisten Landungen.

#### Block 3
Die Falcon 9 Full Thrust wurde in mehreren Schritten (blocks) weiterentwickelt, wobei zunächst vor allem die Variante Block 3 bekannt wurde. Im Jahr 2017 gelangen 13 Starts des Block 3 und neun von neun Landungen an Land oder auf einem Drohnenschiff. Zwei umgebaute Block-3-Erststufen dienten als Booster beim Erstflug der Falcon Heavy am 6. Februar 2018. Am 22. desselben Monats fand mit dem Paz-Start der letzte Flug des Block 3 statt; danach wurde er ausgemustert.

#### Block 4
Block 4 fliegt seit dem Sommer 2017 und hat einige Verbesserungen gegenüber Block 3. Block 4 sollte öfter wiederverwendet werden als Block 3. Der erste Start einer Falcon 9 Full Thrust Block 4 fand am 14. August 2017 mit der Dragon-Versorgungsmission CRS 12 statt. Es wurden neue Gitterflossen aus Titan eingeführt, die auf Grund von Fertigungsengpässen anfangs nur in Kombination mit einer Falcon 9FT Block 3 bei der Iridium-2-Mission und beim Falcon-Heavy-Erstflug eingesetzt wurden, um die höhere Effizienz und Haltbarkeit zu demonstrieren. Die Titangitterflossen sind größer und so auch effizienter. Durch das verwendete Titan können die Gitterflossen quasi unendlich oft wiederverwendet werden. Die alten Aluminiumgitterflossen waren mit einer ablativen Beschichtung ummantelt und mussten nach jedem Start wiederaufbereitet werden. Am 30. März 2018 wurde erstmals eine Block-4-Erststufe wiederverwendet.

#### Block 5

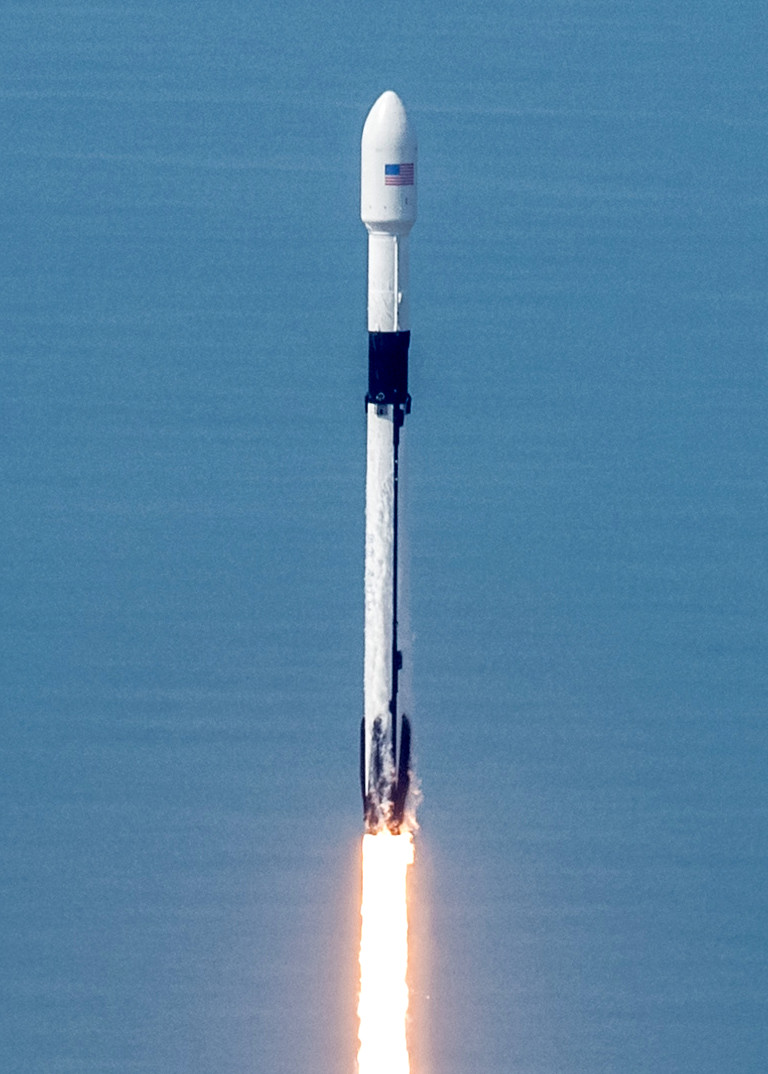
Erstflug von Block 5 am 11. Mai 2018

Ende 2016 wurde eine weitere Version, Block 5, angekündigt, die viele Weiterentwicklungen haben sollte: Der Schub sollte um 7 bis 8 % angehoben werden, eine bessere Steuerung durch einen optimierten Anstellwinkel sollte die Nutzlastkapazität erhöhen, die Gitterflossen werden aus hitzefestem Titan geschmiedet und die Landebeine sollten verbessert werden. Ferner soll eine Wärmedämmung die aktuelle Farbe ersetzen, die beim Wiedereintritt schmilzt und Blasen wirft. Die Heliumtanks sollten so verbessert werden, dass sie schneller betankt und häufiger wiederverwendet werden können. Insgesamt sollte es etwa 100 Verbesserungen geben. Der erste Start wurde zunächst für Ende 2017 angekündigt,  fand nach mehreren Verschiebungen schließlich am 11. Mai 2018 statt. Vom Kennedy Space Center in Florida aus brachte die Rakete Bangladeschs ersten Satelliten (Bangabandhu-1) auf eine geostationäre Transferbahn und die Erststufe landete erfolgreich auf dem Drohnenschiff Of Course I Still Love You.
Block 5 musste gemäß NASA-Vorschriften mindestens siebenmal in gleicher Konfiguration fliegen, bevor sie für bemannte Flüge zugelassen wurde.
SpaceX strebte an, Block-5-Erststufen zehn Mal wiederzuverwenden, ohne sie aufwendig überholen zu müssen. Insgesamt sollten bis zu 100 Flüge mit derselben Rakete möglich sein. Ab 2019 sollte es möglich sein, eine gelandete Block-5-Erststufe innerhalb von 24 Stunden wieder zu starten. Diese Ziele wurden nicht erreicht; es ist weiterhin eine wochenlange Überholung nach jedem Start nötig. Schlüsseltechnologien für eine gute Wiederverwendbarkeit sind neben den robusten Titan-Gitterflossen und der verschleißarmen wärmegedämmten Oberfläche auch Verbesserungen bei der Haltbarkeit des Octaweb. Letzteres erhielt ebenfalls eine bessere Dämmung sowie eine Wasserkühlung und wird jetzt mit Niet- statt Schweißverbindungen in der Rakete fixiert.
Block 5 ist äußerlich erkennbar an einem geänderten Design. Die Zwischenstufe (zwischen erster und zweiter Stufe) und die Landebeine sind schwarz, und der Schriftzug „SpaceX“ befindet sich in mittlerer Höhe der Erststufe statt am unteren Ende.
Bis Mitte Februar 2023 waren alle 147 Starts der Falcon 9 Block 5 erfolgreich; damit ist sie eine der zuverlässigsten verfügbaren Trägerraketen.
Ende März 2022 erhöhte SpaceX den Missionspreis der Falcon 9 von 62 Mio. US-Dollar um ungefähr 8 % auf 67 Mio. US-Dollar. Das Unternehmen gab an, dass die Preiserhöhung alleine durch die gestiegene Inflation verursacht und lange überfällig sei.

### Zwischenfälle
Im Folgenden sind Zwischenfälle bei Falcon-9-Starts mit Nutzlastverlust und/oder einer behördlichen Unfalluntersuchung aufgeführt. Das Datum ist jeweils in UTC angegeben. In Ortszeit ereigneten sich die Zwischenfälle von 2012 und 2024 jeweils einen Tag früher.
- Beim vierten Start der Falcon 9 am 8. Oktober 2012 fiel nach einer Minute und 19 Sekunden ein Triebwerk in der Erststufe aus. Durch eine verlängerte Brenndauer der restlichen Triebwerke und der Zweitstufe konnte trotzdem der geplante Orbit für die Hauptnutzlast Dragon erreicht werden. Aufgrund von Sicherheitsregeln für die ISS konnte aber die Sekundärnutzlast, der Satellit „Orbcomm FM101“, nicht mehr auf dessen höhere Umlaufbahn gebracht werden: Eine zweite Zündung des Zweitstufentriebwerks durfte nicht mehr stattfinden, da zu wenig Treibstoff im Tank war und das Risiko bestand, dass Orbcomm FM101 auf Kollisionskurs mit der ISS gerät. So wurde der Satellit auf einer niedrigeren Bahn als vorgesehen ausgesetzt und verglühte drei Tage später. Somit ist dieser Start der Falcon 9 nur als Teilerfolg zu werten.[29][30]

Zerstörung der Falcon-9-Rakete am 28. Juni 2015

- Ein schwerer Zwischenfall und erster Totalverlust ereignete sich am 28. Juni 2015 beim 19. Start einer Falcon 9 mit einem weiteren Dragon-Raumschiff als Nutzlast. 2 Minuten und 19 Sekunden nach dem Start – kurz vor der geplanten Abkopplung der Erststufe und Zündung der Zweitstufe – zerbrach der Sauerstofftank der Zweitstufe und deren Treibstoff entzündete sich.[31] Dadurch wurde diese Stufe zerstört, ebenso wie der „Trunk“ (das drucklose Frachtabteil) der Dragon, mit dem diese auf der Zweitstufe montiert war. Auch der in ihm transportierte International Docking Adapter (IDA) für die ISS, der zur Kopplung der zukünftigen bemannten CCDev-Raumschiffe mit der ISS dienen sollte, ging verloren. Die Dragon-Kapsel überstand den Unfall zunächst und sendete noch weiter Telemetriedaten, wurde dann jedoch wahrscheinlich beim Aufschlag auf dem Ozean zerstört. SpaceX gab bekannt, dass durch das Auslösen des Fallschirmsystems Dragon und seine Fracht unbeschadet im Atlantik hätte wassern können. Allerdings war dies nicht in der Software vorgesehen. Die Erststufe der Falcon 9 flog während der Desintegration der oberen Hälfte der Rakete noch mehrere Sekunden lang mit vollem Schub und explodierte dann 2 Minuten und 27 Sekunden nach dem Start. Ein Selbstzerstörungssignal wurde erst rund 70 Sekunden nach der Explosion der Erststufe an diese gesendet.[32] Die Unfalluntersuchung ergab, dass wahrscheinlich einer der vier Holme gerissen war, die einen Helium-Druckbehälter innerhalb des Sauerstofftanks fixieren. Der Behälter hatte daraufhin das obere Schott des Sauerstofftanks durchschlagen.[31] Der Holm soll bei 20 % der zertifizierten Last gerissen sein. SpaceX konnte das in einer Testreihe, bei der etwa 1000 Holme auf ihre Belastung getestet wurden, nachstellen.[33]

- Am 1. September 2016 explodierte eine Falcon 9 während der Vorbereitungen eines Testlaufes der Triebwerke, der routinemäßig vor jedem Start durchgeführt wird, auf der Startrampe. Der Startplatz LC40 wurde schwer beschädigt.[34] Ein Video des Zwischenfalls zeigt, wie die Rakete im Bereich der Zweitstufe während des Betankens mit flüssigem Sauerstoff zu explodieren beginnt und in der Folge komplett zerstört wird.[35] Die Nutzlast – der israelische Kommunikationssatellit AMOS-6 – war bereits auf der Rakete montiert und wurde bei der Explosion zerstört.[36][37] Dieser wäre unter anderem der erste Satellit im Rahmen der Internet.org-Initiative gewesen, deren Ziel es ist, Nutzer in Afrika – insbesondere südlich der Sahara – mit drahtlosen Internetzugängen zu versorgen.[38][39]

Nach viermonatiger Untersuchung gab SpaceX bekannt, dass die Explosion wahrscheinlich durch die Entzündung der aus kohlenstofffaserverstärktem Kunststoff bestehenden Umhüllung eines Helium-Druckbehälters (COPV) im Kontakt mit tiefgekühltem Sauerstoff verursacht worden sei. Bei der Untersuchung der Heliumbehälter habe man Wölbungen (buckles) der Ummantelung entdeckt, in die flüssiger Sauerstoff eindringen konnte. Durch brechende Fasern des Verbundstoffs oder durch Reibung könne sich der Kohlenstoff des Verbundstoffs entzündet haben. Die Betankungstemperatur sei so niedrig gewesen, dass der Sauerstoff auch gefroren gewesen sein konnte. Die Reibung von Sauerstoffkristallen könne zur Zündung geführt haben. Kurzfristig werde SpaceX wieder mit höheren Heliumtemperaturen arbeiten. Langfristig sollten die Heliumtanks so verbessert werden, dass wieder schnellere Betankungen möglich seien.
Seit dem Zwischenfall werden die Testläufe immer ohne Nutzlast durchgeführt. Die Rakete muss dazu nochmals in die Horizontale umgelegt und in den Hangar gefahren werden, um die Nutzlast aufzusetzen. Der nächste Start einer Falcon 9 von dem zwischenzeitlich reparierten Startplatz erfolgte am 15. Dezember 2017, über 15 Monate nach dem Zwischenfall.
- Beim sechsten Start von Starlink-Satelliten am 18. März 2020 schaltete sich ein Triebwerk der ersten Raketenstufe zu früh ab. Wie in solchen Fällen vorgesehen, glichen die übrigen Triebwerke den Ausfall durch eine längere Brenndauer aus; die Starlink-Satelliten wurden schließlich in der geplanten Umlaufbahn ausgesetzt. Bei diesem Flug war erstmals eine Falcon-9-Erststufe zum fünften Mal verwendet worden. Wegen der anstehenden bemannten Falcon-9-Mission SpX-DM2 beteiligte sich auch die NASA an der Untersuchung des Zwischenfalls.[42] Ursache war laut Elon Musk eine geringe Menge der Reinigungsflüssigkeit Isopropanol, die sich an einem Sensor gesammelt und während des Flugs entzündet hatte.[43]

- Beim 195. und 272. Start einer Falcon 9 – den Missionen Transporter-6 und -9 im Januar bzw. November 2023 – wurden jeweils mehrere Nutzlasten nicht ausgesetzt. Sie verblieben stattdessen an der zweiten Raketenstufe und stürzten mit dieser zurück zur Erde.[44][45][46]

- Beim 354. Start einer Falcon 9 am 12. Juli 2024 entstand ein Sauerstoffleck an der zweiten Stufe. Daraufhin versagte deren Triebwerk kurz nach seiner zweiten Zündung. Die Nutzlast, 20 Starlink-Satelliten, konnte zwar ausgesetzt werden, jedoch nur in eine Umlaufbahn mit so niedrigem Perigäum, dass die Satelliten innerhalb weniger Tage in der Atmosphäre verglühten. Aufgrund dieses Vorfalls verhängte die US-Luftfahrtbehörde FAA ein Startverbot für die Rakete, das sie nach einer zwei Wochen dauernden Unfalluntersuchung wieder aufhob.[47][48]

- Zu einer weiteren FAA-Untersuchung mit Startverbot führte die Bruchlandung einer Falcon-9-Erststufe am 28. August 2024.[49]

- Nach dem Start der bemannten Mission SpaceX Crew-9 am 28. September 2024 verfehlte die Zweitstufe der Falcon 9 das vorgesehene Absturzgebiet im Pazifik.[50] Die FAA verhängte ein Startverbot für die Rakete, das sie nach einer zwei Wochen dauernden Untersuchung wieder aufhob.[51] Wegen der Häufung von Zwischenfällen im Jahr 2024 ermahnte die NASA SpaceX, auf die Sicherheit weiterer bemannter Starts zu achten.[52]

- Bei einem Start von Starlink-Satelliten am 1. Februar 2025 verblieb die Zweitstufe der Falcon 9 infolge eines Treibstofflecks zunächst im Erdorbit, anstatt in den Pazifischen Ozean zu fallen. Der Wiedereintritt in die Atmosphäre erfolgte am frühen Morgen des 19. Februar über Polen und der Ukraine. In Polen entstanden Sachschäden durch die herabfallenden Trümmer.[53][54]

## Aufbau

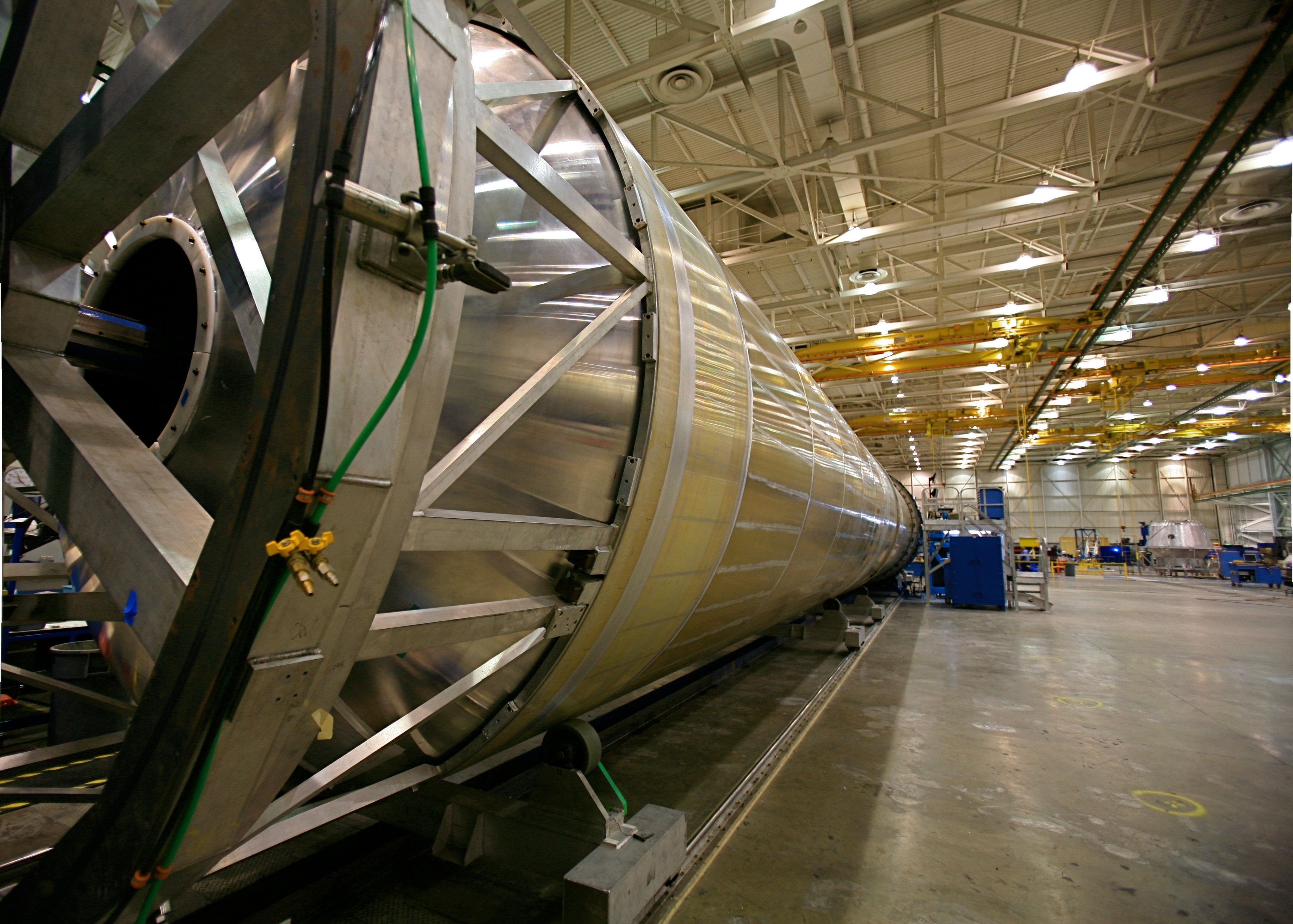
Falcon 9 v1.0 (2008)

Die Falcon 9 ist eine teilweise wiederverwendbare zweistufige Trägerrakete mit flüssigem Treibstoff – Flüssigsauerstoff (LOX) und Raketenkerosin (RP-1) – und mit auf der Spitze montierter Nutzlast.
In der Erststufe der Falcon 9 werden neun Merlin-Triebwerke eingesetzt. Bei der Falcon 9 v1.0 waren die neun Triebwerke in einer 3×3-Matrix angeordnet. Ab der Falcon 9 v1.1 sind acht Triebwerke im Kreis und eines in dessen Zentrum angebracht. An der Erststufe können ausfahrbare Landebeine angebracht werden, die eine Landung auf einer schwimmenden Plattform oder dem Festland ermöglichen. In der zweiten Stufe wird ein einzelnes Merlin-Triebwerk eingesetzt, das für den Betrieb im Vakuum mit einer vergrößerten Ausströmdüse optimiert ist. Über der Zweitstufe befindet sich die Nutzlast – entweder die Dragon-Kapsel oder ein oder mehrere Satelliten.

### Nutzlastverkleidung
Beim Transport von Satelliten wird die Falcon 9 mit einer Verkleidung mit 5,2 m Durchmesser ausgestattet, welche die empfindliche Nutzlast von den Belastungen in der Aufstiegsphase durch die dichten Atmosphärenschichten schützt. Diese Nutzlastverkleidung ist 13,9 m lang. Der nutzbare Innenraum ist 11,4 m hoch und hat auf 6,6 m Länge einen Innendurchmesser von 4,6 m. Darüber wird in der ogiven Spitze der Durchmesser kleiner. Am höchsten Punkt ist er noch 1,3 m breit. Angeboten wird auch eine erweiterte Variante mit einer Außenlänge von 18,7 m, die aber bislang noch nicht zum Einsatz gekommen ist. Die Nutzlastverkleidung wird während des Betriebs der Zweitstufe abgeworfen, sobald die Belastungen durch den Luftwiderstand die Nutzlast nicht mehr beschädigen können.

### Wiederverwendbarkeit

#### Erste Stufe

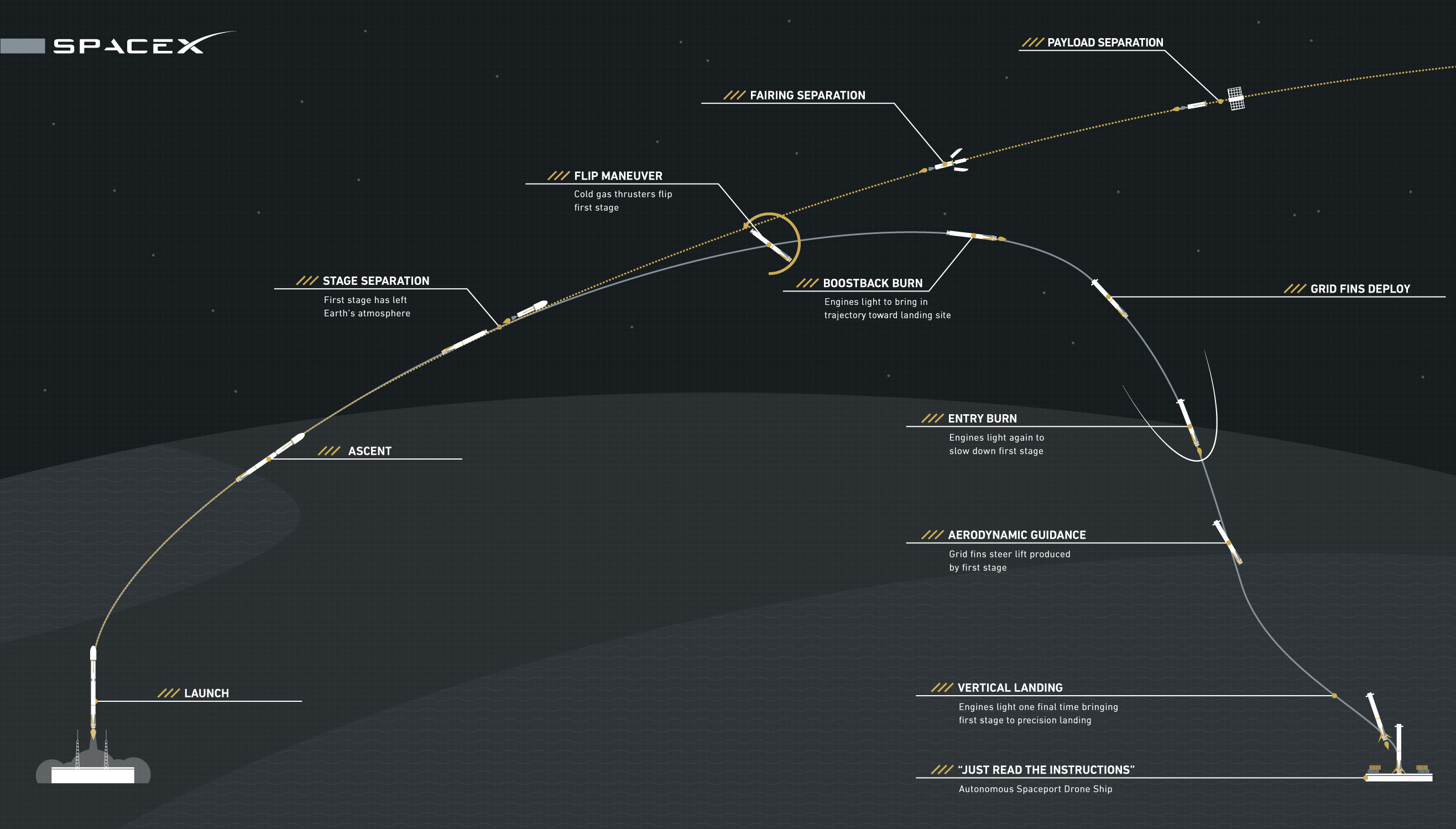
Grafische Darstellung des Gesamtablaufs vom Start einer Falcon-9-Rakete bis zur Landung

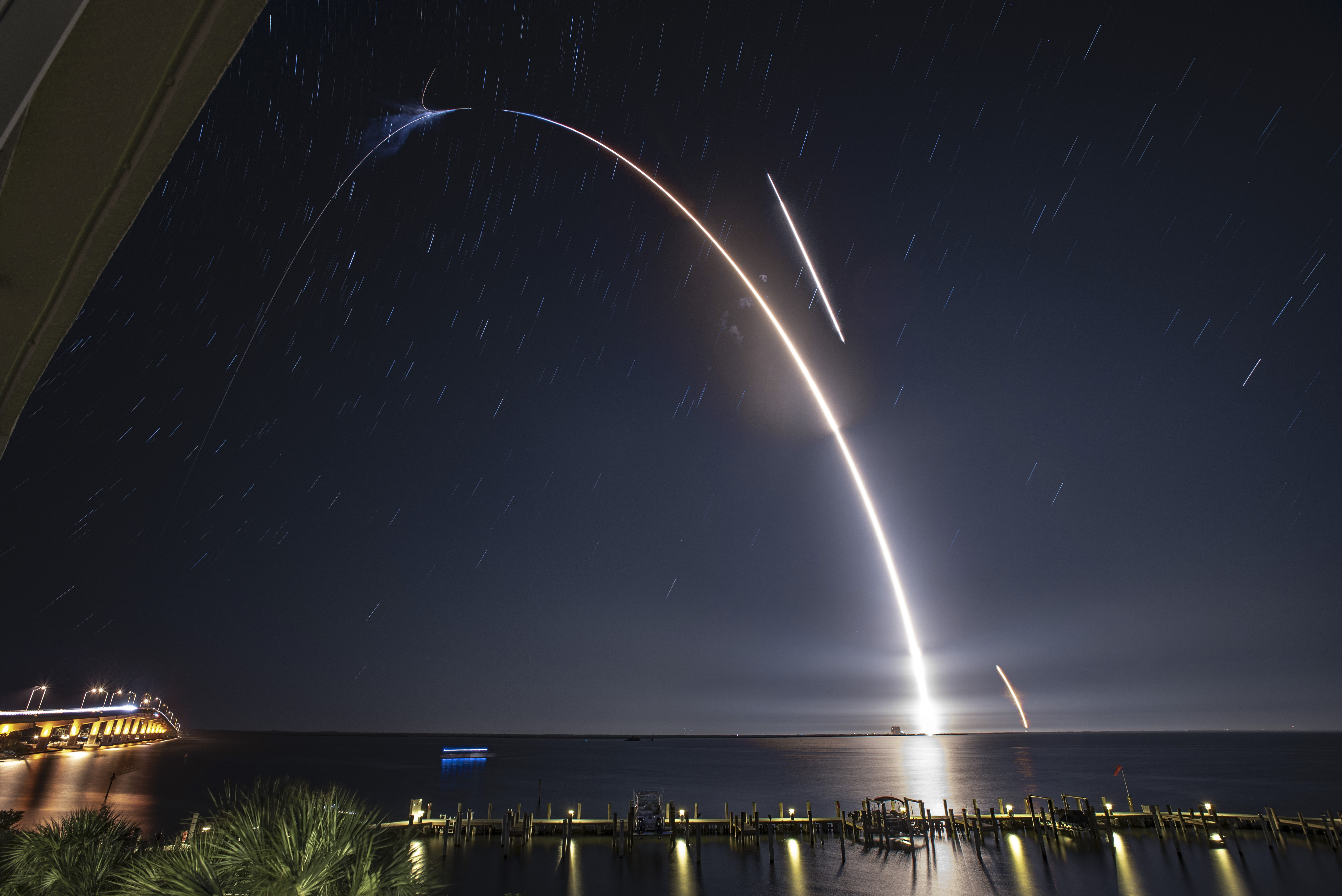
Langzeitaufnahme des CRS-17-Starts, mit Rückflug und Landung in Küstennähe

Die Ergebnisse der Testflüge des Grasshopper-Programms flossen in die Entwicklung der wiederverwendbaren Falcon-9-Version 1.2 ein. Mit einer Erststufe der Version 1.1 gelang am 18. April 2014 beim Start der Dragon-Kapsel CRS-3 das weiche Aufsetzen auf der Meeresoberfläche in senkrechter Lage, ein erster Schritt zur Demonstration der Landefähigkeit der Rakete.
Am 10. Januar 2015 sollte die mit zusätzlichen Steuerflossen und ausfahrbaren Landebeinen ausgestattete Erststufe der Falcon 9 v1.1 im Rahmen der CRS-5-Mission auf der eigens dafür gebauten autonom operierenden Hochseeplattform Autonomous spaceport drone ship landen. Offenbar ging jedoch kurz vor dem Aufsetzen die Hydraulikflüssigkeit für die Steuerflossen aus, und die Erststufe kam schief am Rand der Landeplattform auf. Dabei kam es zur Explosion des restlichen Treibstoffs, wodurch die Erststufe zerstört wurde und es auch zu Beschädigungen der Landeplattform kam.
Ein weiterer Landeversuch auf der wieder instandgesetzten Plattform war mit Verbesserungen an der Rakete bereits einen Monat später am 11. Februar 2015 beim Start des Deep Space Climate Observatory geplant. Aufgrund schlechten Wetters mit hohen Wellen in der Landezone musste die Landeplattform jedoch vorzeitig wieder abgezogen werden. Der Landeversuch endete, wie auch schon bei CRS-3, „weich“ im Meer.

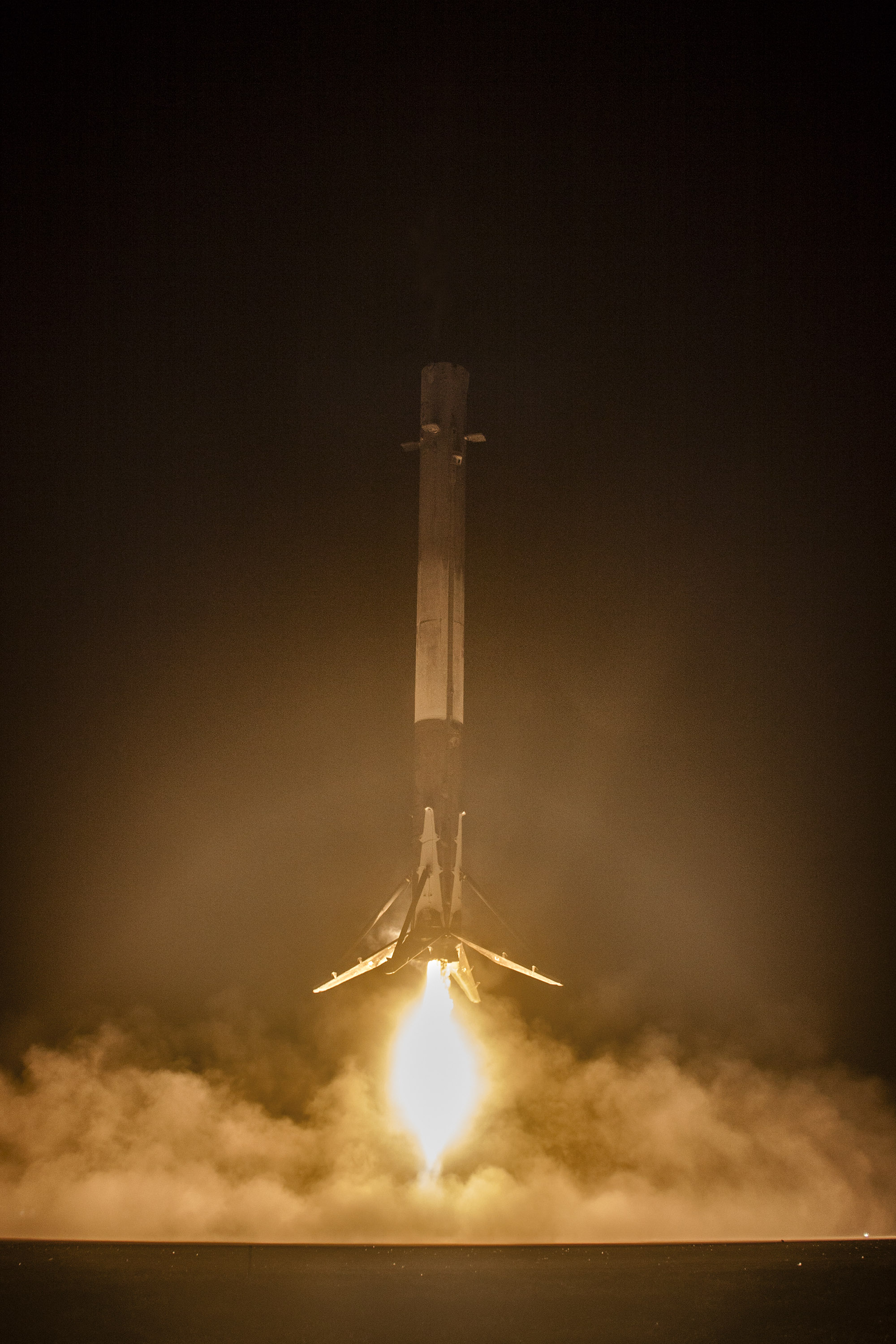
Erfolgreiche Landung der Erststufe der Falcon 9 am 21. Dezember 2015

Am 14. April 2015 startete die Mission CRS-6 erfolgreich zur ISS. Der Landeversuch auf der schwimmenden Plattform war jedoch nicht erfolgreich. Die Erststufe setzte stark manövrierend auf, kam jedoch nicht stabil zum Stehen und kippte um.
Die erste erfolgreiche Landung einer Raketenstufe gelang schließlich auf festem Untergrund mit der verbesserten F9 v1.2 am 21. Dezember 2015 (Ortszeit, 22. Dezember UTC) in Cape Canaveral. Etwa zehn Minuten nach dem Start setzte die erste Raketenstufe unbeschadet in senkrechter Position in der Landing Zone 1 auf. Am 15. Januar 2016 wurde die Stufe auf dem LC-40 in Cape Canaveral zu Testzwecken erneut gezündet, ohne dabei allerdings abzuheben. Der Test verlief größtenteils erfolgreich, nur das Triebwerk Nr. 9 zeigte einige Fluktuationen.
Am 17. Januar 2016 wurde im Rahmen der Jason-3-Mission ein dritter Landeversuch auf einer autonom operierenden Hochseeplattform unternommen. Die Plattform trug den Namen „Just Read The Instructions“. Die erste Stufe der Rakete setzte erfolgreich auf der im Meer schwimmenden Plattform auf, fiel dann aber aufgrund eines nicht ordnungsgemäß eingerasteten Standbeins um und explodierte.
Im Rahmen der Mission CRS-8 gelang am 8. April 2016 vor der Küste Floridas zum ersten Mal die erfolgreiche stabile Landung einer Erststufe auf einer schwimmenden Plattform, dem Drone Ship „Of Course I Still Love You“.
Beim Start von SES-10 am 31. März 2017 konnte mit der geborgenen Erststufe von Flug CRS-8 auch zum ersten Mal eine gebrauchte Stufe erfolgreich wiederverwendet werden. Die Stufe landete wenige Minuten nach dem Start erfolgreich wieder auf einer schwimmenden Plattform. Laut Gwynne Shotwell, Managerin bei SpaceX, konnten bei diesem Start deutlich über die Hälfte der Kosten einer neuen Erststufe eingespart werden.
Im Frühjahr 2017 gab Elon Musk ehrgeizige Ziele für die Wiederverwendbarkeit der Falcon 9 aus, die jedoch nicht erreicht wurden. Unter anderem sollten die gelandeten Erststufen innerhalb von 24 Stunden wieder starten können. Es sollte keine Überholung der Erststufe nach jedem Flug mehr nötig sein, sondern sie sollte 10-mal direkt nach einer Betankung direkt wieder fliegen können. Erst dann solle eine mittelgroße Überholung erfolgen. Eine Erststufe solle letztendlich mindestens 100-mal fliegen.
Später gab SpaceX bekannt, dass es nach der Version Block 5 keine wesentliche Weiterentwicklung der Falcon 9 mehr geben werde. Die 2017 für die Falcon 9 angestrebten Wiederverwendbarkeitsziele wurden nun für die Starship und Super Heavy genannt, während die Falcon-9-Erststufe für mindestens 20 Flüge ausgelegt sei.
Im Mai 2019 gelang es erstmals, die Landebeine nach der Bergung der Erststufe wieder einzuklappen, anstatt sie komplett zu demontieren. Diese Verbesserung verkürzt die Zeit bis zur Wiederverwendung um mindestens einen halben Tag.
Im März 2020 landete zum 50. Mal eine Falcon 9 Erststufe erfolgreich nach ihrem Einsatz.
Im Mai 2021 wurde mit der Erststufe „B1051“ erstmals eine Raketenstufe zum zehnten Mal wiederverwendet.

#### Nutzlastverkleidung
Eine weitere SpaceX-Innovation, um die Startkosten weiter zu senken, ist die Wiederverwendung von Nutzlastverkleidungen. Die beiden Hälften wurden mit „Steuerdüsen“ versehen, welche die Fluglage beim Wiedereintritt stabil halten, sowie mit lenkbaren Fallschirmen, an denen sie dann im Ozean wassern. Erstmals gelang die Landung und Bergung der Nutzlastverkleidung beim Start des Satelliten SES-10 am 31. März 2017. Am 25. März 2019 konnte nach einigen Fehlversuchen mit dem Schiff GO Ms. Tree erstmals eine Verkleidungshälfte direkt aus der Luft aufgefangen werden. Danach gelang dies nur noch so selten, dass SpaceX die Fangversuche Anfang 2021 aufgab. Die Verkleidungshälften werden jedoch regelmäßig aus dem Wasser geborgen und dann wiederverwendet.

#### Zweite Stufe
Eine Landung und Bergung der zweiten Stufe wurde erwogen und wieder verworfen. SpaceX hätte damit die Startkosten nochmals erheblich senken können.
Das Hauptproblem bei einer Landung der zweiten Stufe wäre deren hohe Geschwindigkeit. Um sie im Rückwärtsflug mit ihrem Triebwerk abzubremsen, wie es bei der Landung der ersten Stufe geschieht, würde eine Menge zusätzlicher Treibstoff benötigt, der die Rakete entsprechend schwerer machen und die Nutzlastkapazität verringern würde. Daher wollte SpaceX nun versuchen, die Zweitstufe mit dem Luftwiderstand eines angehängten Ballons abzubremsen und sie anschließend weich zu landen. Elon Musk sprach in zwei Tweets im April 2018 scherzhaft davon, man werde die Stufe mit einem „großen Partyballon“ abbremsen und dann auf einer „Hüpfburg“ (englisch bouncy castle) landen. In einem weiteren Tweet am selben Tag deutete er an, dass man die zweite Stufe – wie die Nutzlastverkleidung – mit einem Schiff wie Mr. Steven auffangen könnte.

## Falcon Heavy

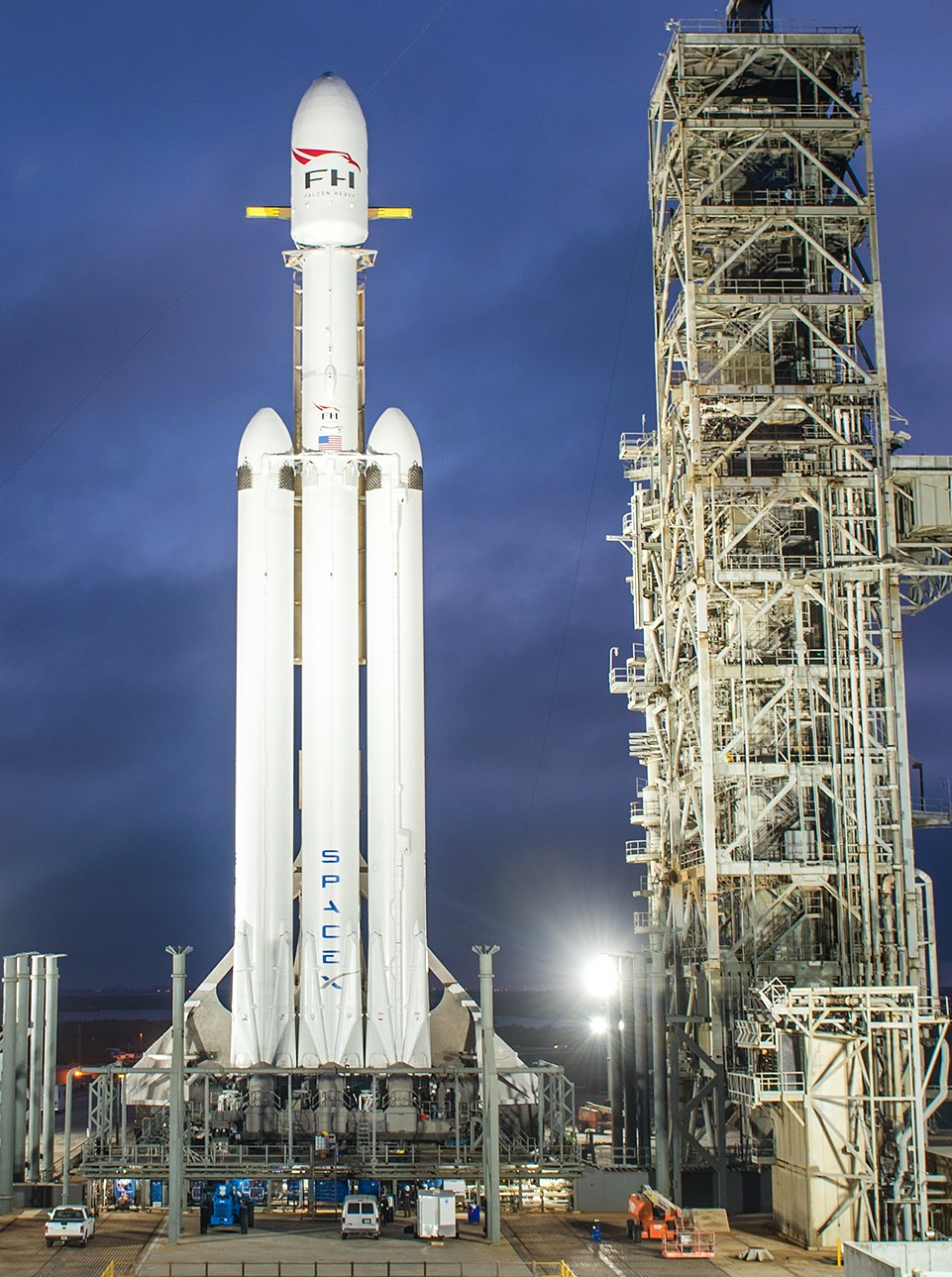
Falcon Heavy

Parallel zur Falcon 9 entwickelte SpaceX die Falcon Heavy, die derzeit stärkste kommerziell verfügbare Trägerrakete. Sie besteht aus einer verstärkten Falcon-9-Erststufe, zwei modifizierten Falcon-9-Erststufen als Booster und einer Falcon-9-Zweitstufe. Der Erstflug der Rakete fand am 6. Februar 2018 vom Kennedy Space Center Launch Complex 39 aus statt. Die endgültige Falcon-Heavy-Version auf Block-5-Basis (Erstflug am 12. April 2019) soll von Cape Canaveral aus bis zu 63,8 t Nutzlast in eine niedrige Erdumlaufbahn (LEO) mit 28,5° Bahnneigung bringen können.

## Technische und wirtschaftliche Daten
| Version                                     | Falcon 9 v1.0 A 1 | Falcon 9 v1.1 A 1 | Falcon 9 v1.2 A 1                                                                      | Falcon Heavy                                     |
| ------------------------------------------- | ----------------- | ----------------- | -------------------------------------------------------------------------------------- | ------------------------------------------------ |
| Erste Stufe                                 | 9 × Merlin-1C     | 9 × Merlin-1D     | 9 × Merlin-1D                                                                          | 3 × 9 × Merlin-1D insgesamt 27 Triebwerke        |
| Zweite Stufe                                | 1 × Merlin-1C-Vac | 1 × Merlin-1D-Vac | 1 × Merlin-1D-Vac                                                                      | 1 × Merlin-1D-Vac                                |
| Höhe (maximal) (m)                          | 54,9              | 68,4              | 70,0 (75,2 mit verlängerter Nutzlastverkleidung)                                       | 70,0 (75,2 mit verlängerter Nutzlastverkleidung) |
| Durchmesser (m)                             | 3,6               | 3,7               | 3,7                                                                                    | 3,7 × 12,2                                       |
| Schub (am Boden) (kN)                       | 4.940             | 5.885             | 7.607                                                                                  | 22.819                                           |
| Startmasse (t)                              | 333               | 506               | 541                                                                                    | 1.394                                            |
| Nutzlastverkleidung Durchmesser (m)         | 5,2               | 5,2               | 5,2                                                                                    | 5,2                                              |
| Nutzlast (LEO) (kg) Nicht wiederverwendbar: | 10.450            | 13.150            | 22.800 A 2                                                                             | 63.800 A 2                                       |
| Teilweise wiederverwendbar:                 | na                | na                | 16.250                                                                                 | ca. 30.000                                       |
| Nutzlast (GTO) (kg) Nicht wiederverwendbar: | 4.540             | 4.850             | 8.300 A 2                                                                              | 26.700 A 2                                       |
| Teilweise wiederverwendbar:                 | na                |                   | bisher max. 7.080 (Sub-GTO 244 × ca. 18.000 km) Block 3: kleiner als 5.500 Block 5: na |                                                  |
| Nutzlast (Mars) (kg)                        | na                | na                | 4.020 A 2                                                                              | 16.800 A 2                                       |
| Nutzlast (Pluto) (kg)                       | na                | na                | na                                                                                     | 3.500 A 2                                        |
| Herstellkosten (Mio. US-Dollar)             | na                | na                | ca. 60 (2017)                                                                          | na                                               |
| Missionspreis (Mio. US-Dollar)              | 35                | 61,2              | 67                                                                                     | 97                                               |

- Falcon 9: Mit Bergung sinkt die Nutzlastkapazität, je nach Zielorbit und ob Landung auf der Seeplattform oder Rückflug zum Startplatz, um 15–30 %.
- Falcon Heavy: Bei Bergung der Seitenbooster sinkt die Nutzlast nur geringfügig (inoffiziell 7–10 %). Mit Bergung der zentralen Erststufe sinkt die Nutzlastkapazität zusätzlich ähnlich wie bei Falcon 9.

## Startrampen und Landeplätze
Die Falcon 9 startet von der Startrampe 40 der Cape Canaveral Space Force Station sowie in Vandenberg von der Startrampe SLC-4E. Im April 2014 wurde ein 20-Jahres-Mietvertrag für die Startrampe LC 39A am Kennedy Space Center unterzeichnet, wo zukünftig die Falcon Heavy und die bemannte Falcon 9 mit Dragon V2 starten sollen. Der erste Start dort fand am 19. Februar 2017 im Zuge der CRS-10-Mission statt. Ursprünglich sollte auch die South Texas Launch Site als Startplatz für die Falcon 9 dienen, jedoch wird diese nur für Starts der Starship-Rakete verwendet werden.
Als Landeplatz an Land an der Ostküste fungiert die „Landing Zone 1“ auf dem Luftwaffenstützpunkt Cape Canaveral. Dabei handelt es sich um den früheren Launch Complex 13, der nun über eine große befestigte Landefläche aus Beton verfügt. Für Starts von Vandenberg an der Westküste befindet sich ebenfalls ein betonierter Landeplatz auf dem dortigen Startgelände. Daneben verfügt SpaceX mit den Autonomous spaceport drone ships über mehrere schwimmende Plattformen für Landungen auf dem Ozean.

## Starts und Landungen
Siehe
- Liste der Falcon-9- und Falcon-Heavy-Raketenstarts
- Liste der Landungen auf LZ-1 und -2, Cape Canaveral Space Force Station
- Liste der Landungen auf LZ-4, Vandenberg Space Force Base
- Liste der Seelandungen von Raketenstufen